# Pilkhana
Pilkhana è una suddivisione dell'India, classificata come nagar panchayat, di 9.692 abitanti, situata nel distretto di Aligarh, nello stato federato dell'Uttar Pradesh.